# Mayawa flava
Mayawa flava är en insektsart som beskrevs av Fletcher 2000. Mayawa flava ingår i släktet Mayawa och familjen dvärgstritar. Inga underarter finns listade i Catalogue of Life.